# SuperH
SuperH (znany także jako SH) jest architekturą mikroprocesorów typu RISC przeznaczoną do zastosowań wbudowanych. Rodzina SH została początkowo zaprojektowana w firmie Hitachi jako następca rodziny H8.
Architektura SH jest tak gęsta, że jedna z prac naukowych stawia ją wyżej niż x86, x86_64, oraz CRIS v32. ARM kupiło licencję jednego z patentów SuperH by stworzyć zestaw instrukcji Thumb w połowie lat 90 XX wieku. Patenty natomiast wygasły: ostatni na SH2 w 2014, na SH4 w 2016. Przykładowo SH2 był zastosowany w konsoli Sega Saturn, SH4 w Sega Dreamcast.

## Modele

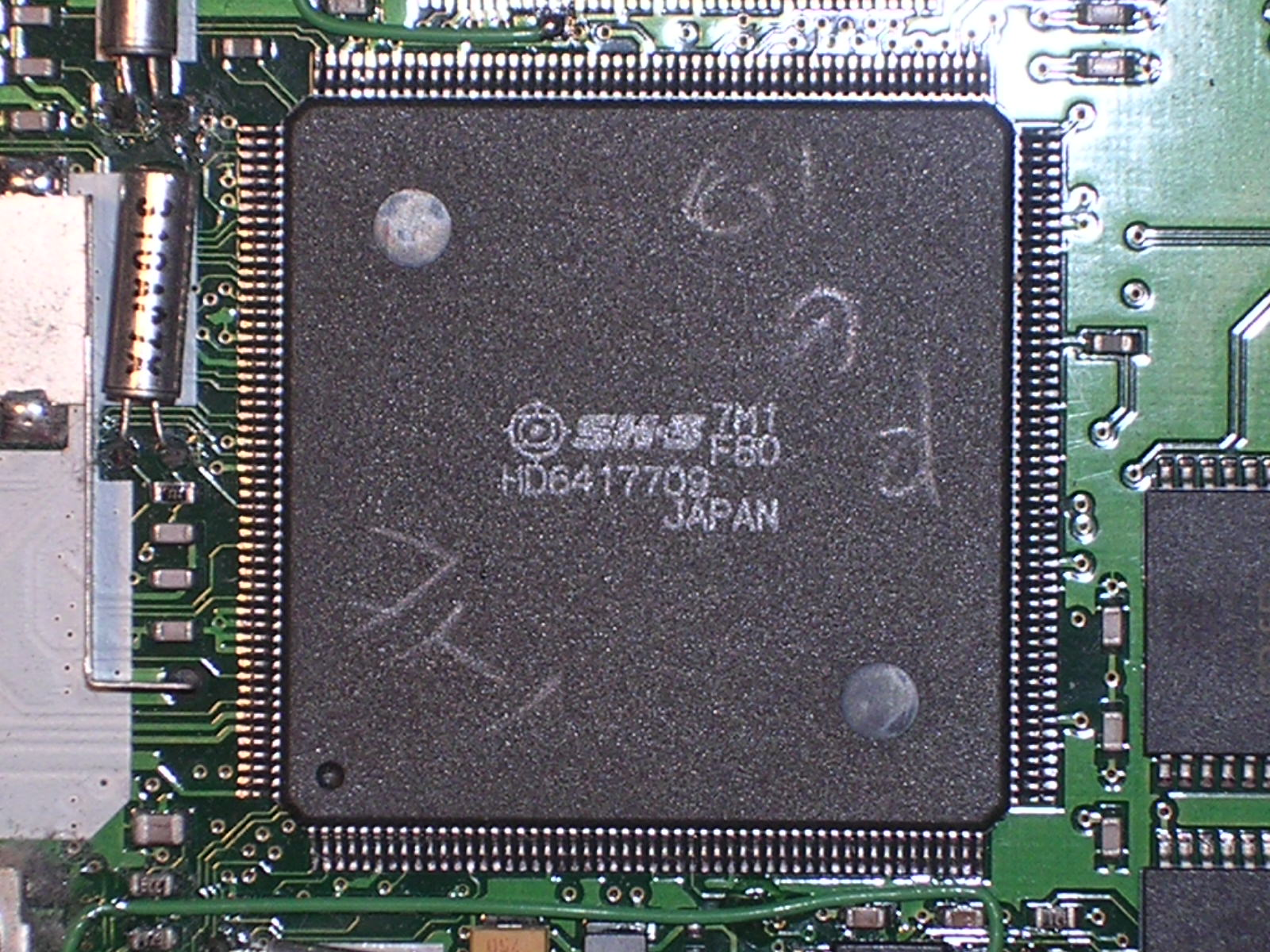
Procesor SH-3 w palmtopie HP 620LX

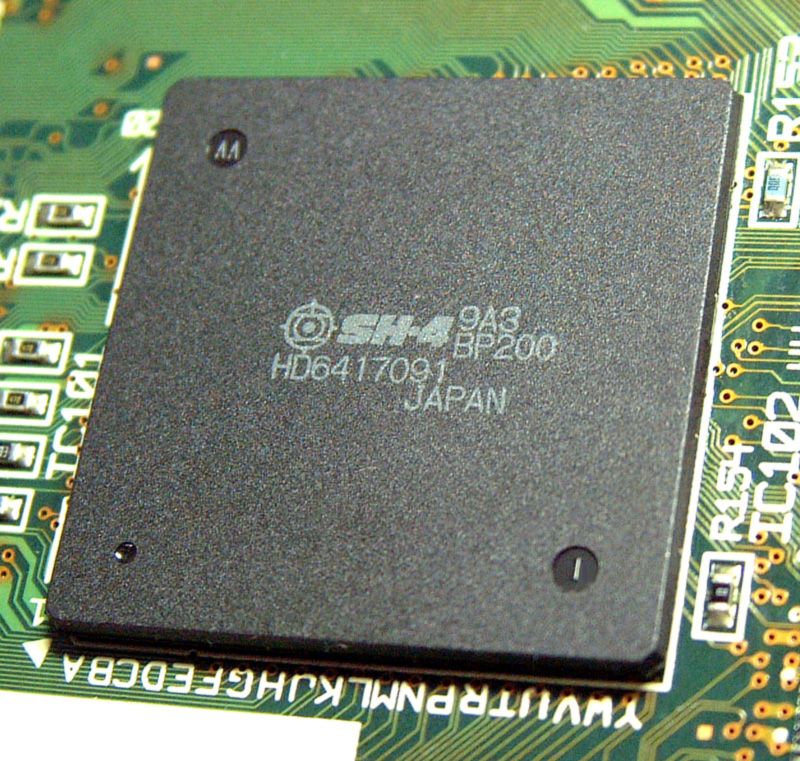
Procesor SH-4 200 MHz jako serce konsoli Sega Dreamcast

Do rodziny procesorów z rdzeniem SuperH należą:
1. SH-1 - używany w mikrokontrolerach do niskopoziomowych, osadzonych rozwiązań (napędy CD-ROM, duże urządzenia AGD itd.)
2. SH-2 - używany w bardziej wydajnych mikrokontrolerach oraz w motoryzacji (np. w układach sterowania silnikiem oraz w rozwiązaniach sieciowych)
3. SH-DSP - przeznaczony na rynek telefonii komórkowej, później używany w wielu rozwiązaniach wymagających DSP do kompresji JPEG itd.
4. SH-3 - używany w mobilnych rozwiązaniach oraz w nawigacji samochodowej, często pod kontrolą systemu Windows CE. Dużą popularność zdobywa używanie handhelda Jornada firmy Hewlett Packard pod kontrolą systemu GNU/Linux (projekt Jlime) oraz NetBSD (port hpcsh)
5. SH-3-DSP - używany głównie w multimedialnych terminalach i zastosowaniach sieciowych, także w drukarkach i faksach
6. SH-4 - używany wszędzie tam, gdzie jest wymagana duża wydajność, np. w multimedialnych terminalach samochodowych, konsolach gier oraz set-top box
7. SH-5 - używany w high-endowych multimedialnych zastosowaniach
8. SH-X - główny rdzeń używany w najróżniejszych odmianach (z/bez DSP czy koprocesora arytmetycznego) w układach sterowania silnikiem samochodowym, samochodowych zestawach multimedialnych, telefonach komórkowych oraz STB
9. SH-Mobile - stworzony w celu odciążęnia szerokopasmowych LSI, dzięki temu tworzenie systemu jest prostsze a sam system jest wydajniejszy

Rdzenie SuperH są wspierane przez wiele systemów RTOS oraz twórców najróżniejszych narzędzi na całym świecie.

## Istotne cechy
1. Skalowalność
2. Niski koszt
3. Zoptymalizowane dla rozwiązań osadzonych
4. Wysoka wydajność

### Debuggery
- CodeScape

### RTOS
- eCos otwarty RTOS
- RTEMS RTOS